# Frontière entre le Maroc et le Sahara occidental
La frontière entre le Maroc et le Sahara occidental sépare le Maroc (dans ses frontières internationalement reconnues) et le territoire contesté du Sahara occidental. Elle mesure 443 km, et suit une ligne est-ouest le long du parallèle 27°40' nord.
Le Sahara occidental a été annexé en partie par le Maroc en 1976, mais la question de souveraineté n'a cependant pas été résolue.
L'ONU ne reconnait pas le Maroc comme administrant le territoire. 